# Kirurgiska societeten
Kirurgiska societeten var i Sverige en kirurgisk inrättning, vars rötter sträckte sig till 1571 och uppgick i Collegium medicum 1797.
Kirurgiska societeten hade sitt ursprung i Bardskärareämbetet, vilket erhöll sin första organisation genom kungligt brev 1571. År 1685 ombildades detta ämbete till Societas chirurgica, vilket året därpå erhöll ett kungligt reglemente. År 1717 ändrades namnet till Kongl. kirurgiska societeten och 1755 infördes ett nytt reglemente vilket gällde till 1797.
Kirurgiska societeten utbildade fältskärer och ansvarade för examinationen av de personer som skulle bedriva kirurgisk praktik. Societeten anordnade tidvis föreläsningar i bland annat anatomi och kirurgi och under vissa perioder var särskilda lärare anställda och avlönade av societeten, men eleverna deltog även i de föreläsningar som anordnades av Collegium medicum. Undervisningen bedrevs dock huvudsakligen skråmässigt, det vill säga genom att mästaren, i detta fall "mästerfältskär", var skyldig att undervisa sina elever eller lärlingar. Societeten utövade kontroll över undervisningen genom de examina som skulle avläggas inför denna.